# ناقب التربة

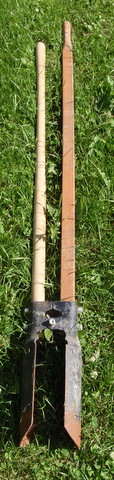
ناقب التربة.

ناقب التربة هي أداة تستخدم لحفر ثقوب ضيقة لتثبيت الأوتاد في الأرض، مثل العلامات وغيرها.
هناك أنواع مختلفة من ناقبات التربة، تستخدم الأداة بغرس شفرات الأداة في الأرض في وضع الفتح حتى يتم دفن الشفرات. عند هذه النقطة يتم سحب المقابض لإغلاق الأداة وفتح نقب في الأرض، ومن ثم تكرر العملية حتى يكون النقب عميق بما فيه الكفاية، أو حتى يكون النقب عميق وضيق بحيث لا يمكن سحب المقبضين بشكل منفصل، وهذه واحدة من نقاط الضعف في هذا النوع من ناقبات التربة.